# イイジマウミヘビ
イイジマウミヘビ（飯島海蛇、Emydocephalus ijimae）は、コブラ科カメガシラウミヘビ属に分類されるヘビ。有毒とされている。特定動物。

## 分布
日本（南西諸島）、台湾、フィリピン。ちなみに、フィリピン海以南には、同属のカメガシラウミヘビが生息している。

## 形態
全長は50-90cm。体型はやや太い。体色は淡黄色で、黒い横縞が入るが、帯の縁は不規則。頭部は丸みを帯びる。尾は側偏する。
鼻孔は頭の上部に付いている。唇の鱗（上唇板、下唇板）は分厚く硬質化している。
上陸はしないが、腹板は幅が広く、V字形をなす。

### 毒
本種は魚卵を主食としているため、生きた動物を捕食することはない。そのため、毒牙や毒腺は退化し、唾液もほぼ無毒化されているという。但し、ウミヘビには似た形態の種が多く、猛毒の他のウミヘビ類との判別は慣れた人でないと難しいので、種の判別に自信がないなら、触らない方が良い。

## 生態
海洋の沿岸部に生息する。完全水棲で陸にあがることはない。昼行性。
食性は動物食で、スズメダイやハゼ、イソギンポ等の魚の卵を食べる。分厚い唇板で岩やサンゴから魚卵を剥がし取って捕食する。
繁殖形態は卵胎生で、1回に1-5頭の幼蛇を産む。